# Carol Guzy
Carol Guzy (* 7. März 1956 in Bethlehem, Pennsylvania) ist eine US-amerikanische Pressefotografin. Sie ist eine von nur drei Personen – und von diesen die einzige noch lebende –, die mit vier Pulitzer-Preisen, den höchsten US-amerikanischen Ehrungen für journalistische und literarische Leistungen, ausgezeichnet wurden.

## Leben
Guzy wuchs in einer Familie der Arbeiterklasse auf. Ursprünglich wollte sie in der Gesundheits- und Krankenpflege arbeiten. Doch nachdem sie in diesem Feld 1977 am Northampton Community College ihrer Heimatstadt ein Associate Degree erlangt hatte, wandte sie sich der Fotografie zu. 1980 erhielt sie ein Associate Degree in Applied science in photography am Art Institute in Fort Lauderdale und begann anschließend ein Praktikum beim Miami Herald. Dort wurde sie bald darauf als feste Mitarbeiterin übernommen. Sie heiratete 1988 Jonathan Utz, einen Fotografen der United Press International, und zog mit ihm im gleichen Jahr nach Washington, D.C. Dort fand sie eine Anstellung bei der Washington Post, für die sie seitdem tätig ist. Das Paar ließ sich 1998 scheiden.
1990 war Guzy die erste Frau, die bei der jährlichen Preisverleihung den Newspaper Photographer of the Year Award der National Press Photographers Association (NPPA) zugesprochen bekam. Im Zuge von Großdemonstrationen gegen das Jahrestreffen von Internationalem Währungsfonds und Weltbank wurde sie am 15. April 2000 in Washington, D.C. zusammen mit einem Kollegen der Associated Press von der Polizei verhaftet, obwohl sie als Pressevertreterin gekennzeichnet war. Am darauffolgenden Tag kam sie wieder frei. Die Discovery Galleries in Bethesda (Maryland) präsentierten im August 2007 die Drei-Künstler-Ausstellung „Lest We Forget: Three Perspectives on Hurricane Katrina“, zu der Guzy Fotos von zurückgelassenen Haustieren beisteuerte, die sie im Nachklang des Hurrikans Katrina während langer Aufenthalte an der Golfküste gemacht hatte.
Carol Guzy lebt derzeit im Arlington County, Virginia.

## Auszeichnungen
- 1986: Pulitzer-Preis für Spot News Photography
- 1990: NPPA Newspaper Photographer of the Year Award
- 1993: NPPA Newspaper Photographer of the Year Award
- 1995: Pulitzer-Preis für Spot News Photography
- 1997: NPPA Newspaper Photographer of the Year Award
- 2000: Pulitzer-Preis für Feature Photography
- 2001: Northampton Community College Alumni Association’s Professional Achievement Award
- 2009: NPPA The Best of Photojournalism in der Kategorie Enterprise Picture Story (large markets)
- 2009: Robert F. Kennedy Journalism Award in der Kategorie Grand Prize (International Photo)
- 2009: The Hillman Prize in der Kategorie Photo-journalism
- 2011: Pulitzer-Preis für Breaking News Photography
- 2012: Photo Imaging Manufacturers and Distributors Association (PMDA) Photographer of the Year
- 2017: Robert Capa Gold Medal[3]